# Битва за Триполі
Битва за Триполі (араб. معركة طرابلس maʼarikat Ṭarābulus) — одна з головних битв під час громадянської війни у Лівії між прихильниками лівійського лідера Муаммара Каддафі і прихильниками Національної перехідної ради за оволодіння столицею Лівії Триполі. Битва почалася 20 серпня 2011 року і завершилася 28 серпня того ж року. До битви також була залучена авіація НАТО.

## Хронологія битви
20 серпня 2011 року було здійснено наступ противників Каддафі на Джанзур, який знаходиться між Ез-Завіей і Триполі. Представник Військової ради Місрати Саїд Алі Гліван заявив, що сили 32-ї бригади Хаміса (військо Каддафі) були ціною великих втрат (більше 30 загиблих повстанців) вибиті зі Злітена. Також було заявлено про підготовку наступу на Зуварі.
21 серпня повідомлялося про нетривалі бої в Джанзурі. З'явилася інформація про наступ повстанців у передмісті Триполі, а також про висадку десанту з Місрати в порту Триполі. Представник Перехідної національної ради Лівії Абдель Хафіз Гога заявив, що настав час 'Ч' і національно-визвольні сили підняли повстання у самому Триполі. Одночасно з тим інформаційне агентство AFP повідомило, що на заході Лівії революціонери вийшли до кордону з Тунісом на узбережжя Середземного моря і вже взяли під свій контроль перехідний пункт з Тунісом Рас-Адждир. Повідомлялося, що неподалік був бій, проте пізніше ця інформація не підтвердилася.
22 серпня стали надходити повідомлення про те, що повстанці, не зустрічаючи особливого опору, увійшли у столицю, а окремі військові підрозділи, в тому числі й особиста гвардія Каддафі, склали зброю. Пізніше з'явилася інформація про захоплення у полон двох синів Муаммара Каддафі — Саїфа аль-Іслама Каддафі і Мухаммеда Каддафі, але згодом ця інформація була спростована. Телеканал CNN повідомив, що повстанці у ніч на 22 серпня зуміли також взяти під свій контроль Зелену площу в центрі Триполі, яку вони хотіли перейменувати на Площу Мучеників. Надходила непідтверджена інформація про бої в районі урядового комплексу Баб-ель-Азізія. У цей же день повстанці взяли телецентр і штаб-квартиру Державного телебачення Лівії в Триполі. Йшли бої за авіабазу Мітіга і район Аль-Мансур.
Телеканал Аль-Джазіра повідомив, що, можливо, почалося повстання і в Ель-Хомсі, який знаходиться між Злітеном і Триполі. Кореспондент Аль-Джазіри, що прямував із загонами повстанцями з Місрати у бік Триполі повідомив, що Ель-Хомс знаходиться під контролем опозиційних сил, однак поруч зі Злітеном були осередки опору урядових військ.
23 серпня Саїф аль-Іслам Каддафі з'явився в готелі Ріксос і спростував чутки про свій арешт. Телеканал Аль-Джазіра повідомив, що повстанці перебувають у 500 метрах від урядової резиденції Баб-ель-Азізія. Також надходили повідомлення від журналістів і репортерів, які знаходилися в готелі Ріксос, що у готелі вимкнули світло. У цей же день авіація НАТО зруйнувала частину стіни комплексу Баб-ель-Азізія, завдяки чому загони національної визвольної армії зуміли проникнути всередину комплексу.
24 серпня урядовий комплекс Баб-ель-Азізія був повністю під контролем повстанців, проте, як повідомляли Аль-Джазіра і Reuters, у місті, особливо в темний час доби, були чутні постріли і продовжувалися бої з лоялістами. Представник режиму Каддафі Мусса Ібрагім повідомив, що опір повстанцям може тривати місяцями і навіть роками. Сам Муамар Каддафі по телефону повідомив радіостанції Аль-Аруба, що знаходиться у Лівії, при цьому визнав, що таки покинув Триполі. За словами представника повстанців Омара Аль-Гірані, по житловим районам міста було випущено 7 ракет. Пізніше Аль-Джазіра повідомила з посиланням на представника Перехідної національної ради, що бої йшли на південь від Триполі, де, за деякими даними, ховався сам полковник Каддафі. Ближче до вечора у цей же день іноземні журналісти, які перебували раніше в готелі Ріксос, були евакуйовані. У битві за Триполі станом на 24 серпня повстанці втратили понад 400 осіб, а також близько 2000 зазнали поранення.
25 серпня повстанці намагались утримати місто Зувара. За словами Абду Салема, вони зайняли і контролювали центр Зувари, але в той же час узбережжя на захід від Зувари залишалося під контролем лоялістів. Також тривали бої в районі Абу-Салім.
26 серпня продовжився наступ сил повстанців на південь Триполі і Хатба Шаркія. Велика частина Абу-Саліма була взята під контроль силами повстанців. Уночі Перехідна національна рада з Бенгазі перебралася до Триполі. Пізніше була захоплена військова база Марзак-аль-Шамс, що в місті Зувара. Уздовж лівійсько-туніського кордону точилися бої між прибічниками Каддафі і силами Національної армії.
27 серпня з'явилися повідомлення про те, що військам НПР вдалося взяти під свій контроль головний пункт на кордоні Лівії з Тунісом — Рас-Адждир, який відкрив шлях для гуманітарної допомоги. Район Абу-Салім, в якому напередодні йшли запеклі бої, контролювався військами перехідної ради. Центр Триполі поступово повертався до мирного життя.

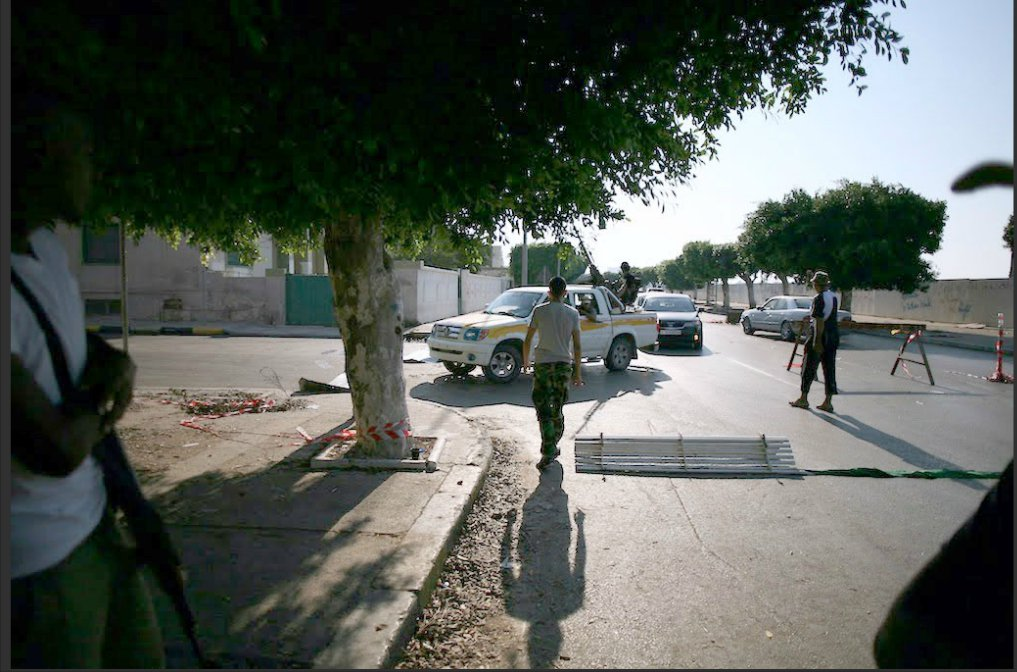
Блокпост національно-визвольної армії Лівії

28 серпня після взяття опозиційними силами столицю Лівії бої перекинулися на східну частину Триполітанії.

## Удари НАТО
| Удари НАТО з 20 по 27 серпня 2011 року | Удари НАТО з 20 по 27 серпня 2011 року                          | Удари НАТО з 20 по 27 серпня 2011 року | Удари НАТО з 20 по 27 серпня 2011 року                | Удари НАТО з 20 по 27 серпня 2011 року | Удари НАТО з 20 по 27 серпня 2011 року | Удари НАТО з 20 по 27 серпня 2011 року |
| Дата                                   | Ракети і пускові установки                                      | Танки                                  | Транспортні засоби                                    | Радари                                 | Приміщення                             |                                        |
| -------------------------------------- | --------------------------------------------------------------- | -------------------------------------- | ----------------------------------------------------- | -------------------------------------- | -------------------------------------- | -------------------------------------- |
| 20 серпня                              | 9 зенітних ракет                                                |                                        | 2 пікапи 2 броньовані машини                          | 1 радар                                | 3 командні пункти 1 військовий об'єкт  |                                        |
| 21 серпня                              | 2 реактивні системи залпового вогню 1 ракета типу «земля-земля» | 1 танк                                 | 2 бойові машини                                       | 2 радари                               | 3 командні пункти 1 військовий об'єкт  |                                        |
| 23 серпня                              | 3 зенітно-ракетні комплекси                                     |                                        | 2 броньовані машини 2 вантажівки важкого устаткування | 1 радар                                |                                        |                                        |
| 24 серпня                              | 1 реактивна система залпового вогню                             |                                        | 1 вантажівка важкого устаткування                     | 2 радари                               | 2 військових склади                    |                                        |
| 25 серпня                              | 2 пускові установки                                             |                                        |                                                       |                                        | 1 командний пункт                      |                                        |
| 26 серпня                              | 1 ракета типу «земля-земля»                                     |                                        |                                                       |                                        | 2 військові об'єкти 1 склад            |                                        |
| 27 серпня                              | 1 ракета типу «земля-повітря»                                   |                                        |                                                       |                                        |                                        |                                        |
| Усього                                 | 27                                                              | 1                                      | 11                                                    | 6                                      | 17                                     |                                        |